# Mistrzostwa Polski w Badmintonie 1984
20. Mistrzostwa Polski w badmintonie odbyły się w dniach 31 marca-1 kwietnia 1984 roku w Warszawie.

## Klasyfikacja medalowa
| Konkurencja:            | Złoto:                                                                      | Srebro:                                                                | Brąz: |
| gra pojedyncza kobiet   | Bożena Wojtkowska (Technik Głubczyce)                                       | Bożena Siemieniec (Technik Głubczyce)                                  | Barbara Zimna (Technik Głubczyce) Zofia Żółtańska (Technik Głubczyce)                                                                          |
| gra pojedyncza mężczyzn | Stanisław Rosko (Technik Głubczyce)                                         | Jerzy Dołhan (Technik Głubczyce)                                       | Brunon Rduch (Unia Bieruń Stary) Grzegorz Olchowiak (Technik Głubczyce)                                                                        |
| gra podwójna kobiet     | Bożena Siemieniec (Technik Głubczyce) Bożena Wojtkowska (Technik Głubczyce) | Barbara Zimna (Technik Głubczyce) Zofia Żółtańska (Technik Głubczyce)  | Iwona Karwowska (Polonez Warszawa) Krystyna Kopeć (Polonez Warszawa) Marzena Masiuk (Technik Głubczyce) Irena Rogula (Technik Głubczyce)       |
| gra podwójna mężczyzn   | Jerzy Dołhan (Technik Głubczyce) Grzegorz Olchowiak (Technik Głubczyce)     | Jerzy Gwóźdź (Unia Bieruń Stary) Norbert Wegrzyn (AZS UŚ Katowice)     | Brunon Rduch (Unia Bieruń Stary) Stanisław Rosko (Technik Głubczyce) Kazimierz Ciuryś (Technik Głubczyce) Stanisław Rosko (Technik Głubczyce)  |
| gra mieszana            | Kazimierz Ciuryś (Technik Głubczyce) Bożena Wojtkowska (Technik Głubczyce)  | Jerzy Dołhan (Technik Głubczyce) Bożena Siemieniec (Technik Głubczyce) | Brunon Rduch (Unia Bieruń Stary) Iwona Nabiałek (Unia Bieruń Stary) Grzegorz Olchowiak (Technik Głubczyce) Zofia Żółtańska (Technik Głubczyce) |